# Final Fight 3
Final Fight 3 es un videojuego de la compañía japonesa Capcom publicado originalmente en 1995 para la videoconsola Super Nintendo. El juego pertenece al género de los beat 'em up. Es el tercer juego de la saga Final Fight lanzado para la Super Nintendo, y al igual que su predecesor, Final Fight 2, no fue lanzado previamente en versión arcade.

## Presentación
El jugador puede elegir entre cuatro luchadores: los clásicos de la saga (Mike Haggar y Guy), y dos nuevos personajes que hacen su aparición en esta entrega (Dean y Lucia).
El juego presenta cuatro niveles de dificultad seleccionables: Fácil, Normal, Difícil y Experto.
Al igual que en las entregas anteriores cada personaje posee su propio conjunto de técnicas y habilidades.
La modalidad de dos jugadores permite jugar la partida con otro jugador o con un personaje controlado por la CPU.
Final Fight 3 presenta muchas novedades en este título:
- El jugador ahora puede correr a toda velocidad y ejecutar nuevas técnicas.

- Se puede tomar a un enemigo por detrás y lanzarlo al lado opuesto, o ejecutar ciertos movimientos especiales.

- Este juego presenta por primera vez los ataques SUPER!, estos son útiles para derrotar en un solo golpe a un enemigo débil o medianamente fuerte o para infligir un daño considerable a los jefes finales presentes en cada nivel.

- En este juego existen algunas armas que en manos de un personaje específico se vuelven especialmente destructivas (Guy - nunchakus, Haggar - cañería, Lucia - porra y Dean - martillo).

## Argumento
Han pasado casi dos años desde los eventos que condujeron la caída y disolución de la banda criminal conocida como Mad Gear, luego de derrotar y acabar con la vida de su líder Retu, un nuevo grupo de vándalos denominado como la Skull Cross emergen sobre las otras bandas delictivas y mafias de poca monta para finalmente lograr imponerse como la nueva banda delictiva dominante de Metro City.
Seis meses antes de aquel cambio de mando criminal, Guy que vino de regreso a Metro City luego de su viaje de entrenamiento de artes marciales en Japón, se reencuentra con su amigo y mentor, el alcalde Mike Haggar. Ambos se enteran de que la banda Skull Cross originó una revuelta en el centro de la ciudad. Ayudados por Lucia, una agente de la "Unidad Especial del Crimen" de Metro City, y por Dean, un ex-Street Fighter del montón que al inicio parece estar relacionado con la Skull Cross Gang, Guy y Haggar unen sus fuerzas de nuevo junto con Lucía y Dean para combatir y exterminar a la nueva amenaza que representan la banda Skull Cross y a su líder supremo, el corrupto teniente coronel Black.

## Personajes
- Mike Haggar. Vuelve el alcalde de Metro City y experto peleador de lucha libre, pero esta vez con una cabellera larga y bien ordenada, para contraatacar el asalto de la Skull Cross Gang en Metro City. Es uno de los más fuertes del grupo, y su movilidad es buena pese a su tamaño.

- Dean. Vándalo callejero reformado. Tiene un cuerpo electrostático que le permite hacer explotar potentes relámpagos de sus brazos y objetos metálicos como martillos, bastones, mazas metálicas, etc. Dean es un personaje muy fuerte y algo lento, sin embargo su gran alcance lo convierte en un luchador temible.

- Guy. Este guerrero poderoso y conocedor del ninjutsu, ayuda por segunda vez a Haggar a limpiar las calles y barrios de la ciudad de los peligrosos enemigos. Es un personaje balanceado y bastante ágil y veloz.

- Lucia Morgan. Es una gran practicante de artes marciales, y es además una agente policial que junto con sus compañeros, debe poner un poco de orden en Metro City ante la llegada de una nueva organización delictiva. Es la más rápida del grupo, y al mismo tiempo es la que posee menor resistencia a los golpes.

- Datos: Q2601047